# Morelos, Tamaulipas
Morelos är en ort i Mexiko.   Den ligger i kommunen Antiguo Morelos och delstaten Tamaulipas, i den centrala delen av landet, 300 km norr om huvudstaden Mexico City. Morelos ligger 213 meter över havet och antalet invånare är 283.
Terrängen runt Morelos är kuperad åt sydost, men åt nordväst är den platt. Runt Morelos är det glesbefolkat, med 11 invånare per kvadratkilometer. Närmaste större samhälle är Antiguo Morelos, 1,1 km norr om Morelos. Omgivningarna runt Morelos är en mosaik av jordbruksmark och naturlig växtlighet.